# Salmo 51
El salmo 51  es, según la numeración hebrea, el quincuagésimo primer salmo del Libro de los salmos de la Biblia. Corresponde al salmo 50 según la numeración de la Biblia Septuaginta griega, empleada también en la Vulgata latina. Por este motivo, recogiendo la doble numeración, a este salmo también se le refiere como el salmo 51 (50).
También conocido como «Miserere» (expresión latina que se traduce como Apiádate o ten piedad), es usado en la liturgia romana en los laudes de todos los viernes del año, dado su carácter penitencial. Juan Pablo II lo definió como:

El más intenso y repetido salmo penitencial, el canto del pecado y del perdón, la más profunda meditación sobre la culpa y sobre la gracia.
Juan Pablo II (2002:99).

## Contenido

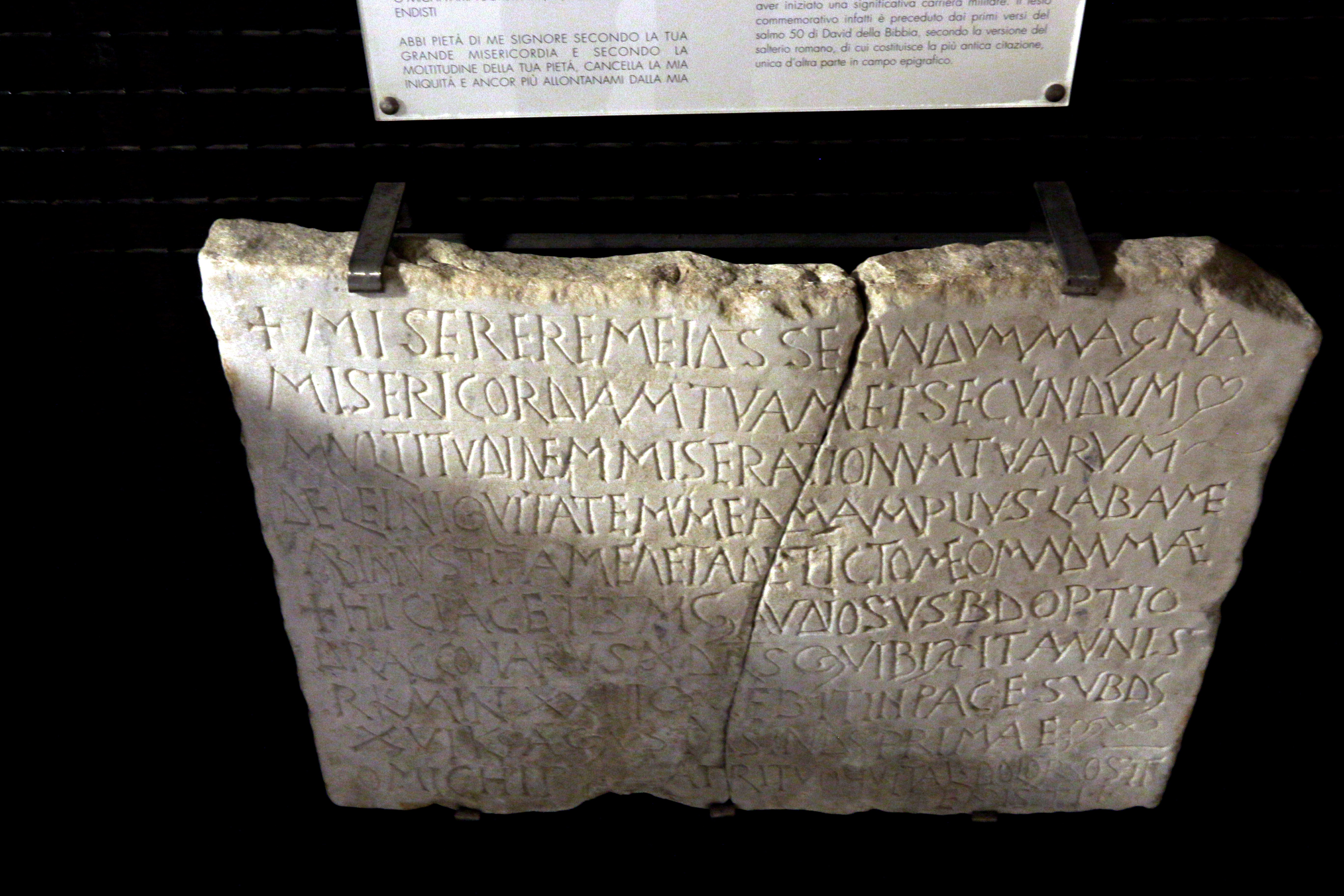
Salmo 51 (imagen de 2016).

Es el más conocido de los Salmos penitenciales (los demás son el 6, 32, 38, 102, 130 y 143) y tiene la forma de una súplica de perdón hecha por alguien que muestra claridad en el conocimiento de su culpa (cf. Sal 51, 5) y está afligido por ello (cf. Sal 51, 14). El título del texto miserere indica que su autor sería David, quien habría escrito este salmo tras reconocer su pecado de adulterio con Betsabé, sumado al posterior asesinato de su esposo Urías el hitita, puestos en evidencia por la reconvención del profeta Natán (cf. 2Sm 11-12).
Sin embargo, el final del Salmo, que habla de una Jerusalén derruida, parece indicar una autoría posterior (entre el 587 y el 445 a. C.), o al menos que los versículos finales habrían sido añadidos posteriormente. Y las críticas al tipo de culto de holocaustos y sacrificios son también una idea posterior al tiempo davídico. Sin embargo, no se ha podido llegar a una conclusión certera acerca de su autoría.

## Texto
La siguiente tabla muestra el texto en hebreo del salmo con vocales, junto con el texto en griego koiné de la Septuaginta  y la traducción al español de la Biblia del Rey Jacobo. Tenga en cuenta que el significado puede diferir ligeramente entre estas versiones, ya que la Septuaginta y el texto masorético provienen de tradiciones textuales diferentes.  En la Septuaginta, este salmo está numerado como Salmo 50.
| #     | Hebreo                                                         | Español | Griego |
| ----- | -------------------------------------------------------------- | --- | --- |
| [ 4 ] | לַמְנַצֵּ֗חַ מִזְמ֥וֹר לְדָוִֽד׃                                              | (Al músico principal, salmo de David, | Εἰς τὸ τέλος· ψαλμὸς τῷ Δαυΐδ                                                                                              |
|       | בְּֽבוֹא־אֵ֭לָיו נָתָ֣ן הַנָּבִ֑יא כַּאֲשֶׁר־בָּ֝֗א אֶל־בַּת־שָֽׁבַע׃                         | cuando Nathan el profeta vino a él, después de haber entrado a Betsabé.                                                                         | ἐν τῷ ἐλθεῖν πρὸς αὐτὸν Νάθαν τὸν προφήτην, ἡνίκα εἰσῆλθε πρὸς Βηρσαβεέ. -                                                 |
| 1     | חׇנֵּ֣נִי אֱלֹהִ֣ים כְּחַסְדֶּ֑ךָ כְּרֹ֥ב רַ֝חֲמֶ֗יךָ מְחֵ֣ה פְשָׁעָֽי׃                           | Ten piedad de mí, oh Dios, según tu misericordia; según la multitud de tus misericordias, borra mis transgresiones.                             | ΕΛΕΗΣΟΝ με, ὁ Θεός, κατὰ τὸ μέγα ἔλεός σου καὶ κατὰ τὸ πλῆθος τῶν οἰκτιρμῶν σου ἐξάλειψον τὸ ἀνόμημά μου·                  |
| 2     | (הרבה) [הֶ֭רֶב] כַּבְּסֵ֣נִי מֵעֲוֺנִ֑י וּֽמֵחַטָּאתִ֥י טַהֲרֵֽנִי׃                        | Lávame completamente de mi iniquidad y límpiame de mi pecado.                                                                                   | ἐπὶ πλεῖον πλῦνόν με ἀπὸ τῆς ἀνομίας μου καὶ ἀπὸ τῆς ἁμαρτίας μου καθάρισόν με.                                            |
| 3     | כִּֽי־פְ֭שָׁעַי אֲנִ֣י אֵדָ֑ע וְחַטָּאתִ֖י נֶגְדִּ֣י תָמִֽיד׃                              | Porque reconozco mis transgresiones, y mi pecado está siempre delante de mí.                                                                    | ὅτι τὴν ἀνομίαν μου ἐγὼ γινώσκω, καὶ ἡ ἁμαρτία μου ἐνώπιόν μού ἐστι διαπαντός.                                             |
| 4     | לְךָ֤ לְבַדְּךָ֨ ׀ חָטָאתִי֮ וְהָרַ֥ע בְּעֵינֶ֗יךָ עָ֫שִׂ֥יתִי לְ֭מַעַן תִּצְדַּ֥ק בְּ דׇבְרֶ֗ךָ תִּזְכֶּ֥ה בְשׇׁפְטֶֽךָ׃ | Contra ti, solo contra ti he pecado, y he hecho este mal ante tus ojos, para que seas justificado cuando hables y quedes limpio cuando juzgues. | σοὶ μόνῳ ἥμαρτον καὶ τὸ πονηρὸν ἐνώπιόν σου ἐποίησα, ὅπως ἂν δικαιωθῇς ἐν τοῖς λόγοις σου, καὶ νικήσῃς ἐν τῷ κρίνεσθαί σε. |
| 5     | הֵן־בְּעָו֥וֹן חוֹלָ֑לְתִּי וּ֝בְחֵ֗טְא יֶחֱמַ֥תְנִי אִמִּֽי׃                              | He aquí que en iniquidad fui formado, y en pecado me concibió mi madre.                                                                         | ἰδοὺ γὰρ ἐν ἀνομίαις συνελήφθην, καὶ ἐν ἁμαρτίαις ἐκίσσησέ με ἡ μήτηρ μου.                                                 |
| 6     | הֵן־אֱ֭מֶת חָפַ֣צְתָּ בַטֻּח֑וֹת וּ֝בְסָתֻ֗ם חׇכְמָ֥ה תוֹדִיעֵֽנִי׃                          | He aquí, tú deseas la verdad en lo íntimo, y en lo oculto me harás conocer la sabiduría.                                                        | ἰδοὺ γὰρ ἀλήθειαν ἠγάπησας, τὰ ἄδηλα καὶ τὰ κρύφια τῆς σοφίας σου ἐδήλωσάς μοι.                                            |
| 7     | תְּחַטְּאֵ֣נִי בְאֵז֣וֹב וְאֶטְהָ֑ר תְּ֝כַבְּסֵ֗נִי וּמִשֶּׁ֥לֶג אַלְבִּֽין׃                         | Purifícame con hisopo, y quedaré limpio; lávenme, y quedaré más blanco que la nieve.                                                            | ῥαντιεῖς με ὑσσώπῳ, καὶ καθαρισθήσομαι, πλυνεῖς με, καὶ ὑπὲρ χιόνα λευκανθήσομαι.                                          |
| 8     | תַּ֭שְׁמִיעֵנִי שָׂשׂ֣וֹן וְשִׂמְחָ֑ה תָּ֝גֵ֗לְנָה עֲצָמ֥וֹת דִּכִּֽיתָ׃                           | Hazme oír alegría y gozo; que se regocijen los huesos que has quebrantado.                                                                      | ἀκουτιεῖς μοι ἀγαλλίασιν καὶ εὐφροσύνην, ἀγαλλιάσονται ὀστέα τεταπεινωμένα.                                                |
| 9     | הַסְתֵּ֣ר פָּ֭נֶיךָ מֵחֲטָאָ֑י וְֽכׇל־עֲוֺ֖נֹתַ֣י מְחֵֽה׃                                 | Esconde tu rostro de mis pecados y borra todas mis iniquidades.                                                                                 | ἀπόστρεψον τὸ πρόσωπόν σου ἀπὸ τῶν ἁμαρτιῶν μου καὶ πάσας τὰς ἀνομίας μου ἐξάλειψον.                                       |
| 10    | לֵ֣ב טָ֭הוֹר בְּרָא־לִ֣י אֱלֹהִ֑ים וְר֥וּחַ נָ֝כ֗וֹן חַדֵּ֥שׁ בְּקִרְבִּֽי׃                      | Crea en mí un corazón limpio, oh Dios, y renueva un espíritu recto dentro de mí.                                                                | καρδίαν καθαρὰν κτίσον ἐν ἐμοί, ὁ Θεός, καὶ πνεῦμα εὐθὲς ἐγκαίνισον ἐν τοῖς ἐγκάτοις μου.                                  |
| 11    | אַל־תַּשְׁלִיכֵ֥נִי מִלְּפָנֶ֑יךָ וְר֥וּחַ קׇ֝דְשְׁךָ֗ אַל־תִּקַּ֥ח מִמֶּֽנִּי׃                       | No me desechés de tu presencia, ni quites de mí tu santo espíritu.                                                                              | μὴ ἀποῤῥίψῃς με ἀπὸ τοῦ προσώπου σου καὶ τὸ πνεῦμά σου τὸ ἅγιον μὴ ἀντανέλῃς ἀπ᾿ ἐμοῦ.                                     |
| 12    | הָשִׁ֣יבָה לִּ֭י שְׂשׂ֣וֹן יִשְׁעֶ֑ךָ וְר֖וּחַ נְדִיבָ֣ה תִסְמְכֵֽנִי׃                          | Devuélveme la alegría de tu salvación; y sosténme con tu espíritu generoso.                                                                     | ἀπόδος μοι τὴν ἀγαλλίασιν τοῦ σωτηρίου σου καὶ πνεύματι ἡγεμονικῷ στήριξόν με.                                             |
| 13    | אֲלַמְּדָ֣ה פֹשְׁעִ֣ים דְּרָכֶ֑יךָ וְ֝חַטָּאִ֗ים אֵלֶ֥יךָ יָשֽׁוּבוּ׃                           | Entonces enseñaré a los transgresores tus caminos, y los pecadores se convertirán a ti.                                                         | διδάξω ἀνόμους τὰς ὁδούς σου, καὶ ἀσεβεῖς ἐπὶ σὲ ἐπιστρέψουσι.                                                             |
| 14    | הַצִּ֘ילֵ֤נִי מִדָּמִ֨ים ׀ אֱֽלֹהִ֗ים אֱלֹהֵ֥י תְשׁוּעָתִ֑י תְּרַנֵּ֥ן לְ֝שׁוֹנִ֗י צ ִדְקָתֶֽךָ׃            | Líbrame de la culpa de sangre, oh Dios, Dios de mi salvación, y mi lengua cantará en alta voz tu justicia.                                      | ρῦσαί με ἐξ αἱμάτων, ὁ Θεὸς ὁ Θεὸς τῆς σωτηρίας μου· ἀγαλλιάσεται ἡ γλῶσσά μου τὴν δικαιοσύνην σου.                        |
| 15    | אֲ֭דֹנָי שְׂפָתַ֣י תִּפְתָּ֑ח וּ֝פִ֗י יַגִּ֥יד תְּהִלָּתֶֽךָ׃                                 | Oh Señor, abre mis labios, y mi boca proclamará tu alabanza.                                                                                    | Κύριε, τὰ χείλη μου ἀνοίξεις, καὶ τὸ στόμα μου ἀναγγελεῖ τὴν αἴνεσίν σου.                                                  |
| 16    | כִּ֤י ׀ לֹא־תַחְפֹּ֣ץ זֶ֣בַח וְאֶתֵּ֑נָה ע֝וֹלָ֗ה לֹ֣א תִרְצֶֽה׃                           | Porque tú no deseas sacrificios, si no, yo te los daría; tú no te complaces en holocaustos.                                                     | ὅτι εἰ ἠθέλησας θυσίαν, ἔδωκα ἄν· ὁλοκαυτώματα οὐκ εὐδοκήσεις.                                                             |
| 17    | זִ֥בְחֵ֣י אֱלֹהִים֮ ר֤וּחַ נִשְׁבָּ֫רָ֥ה לֵב־נִשְׁבָּ֥ר וְנִדְכֶּ֑ה אֱ֝לֹהִ֗ים לֹ֣א תִבְזֶֽה׃              | Los sacrificios de Dios son un espíritu contrito: un corazón contrito y humillado, oh Dios, no despreciarás.                                    | θυσία τῷ Θεῷ πνεῦμα συντετριμμένον, καρδίαν συντετριμμένην καὶ τεταπεινωμένην ὁ Θεὸς οὐκ ἐξουδενώσει.                      |
| 18    | הֵיטִ֣יבָה בִ֭רְצוֹנְךָ אֶת־צִיּ֑וֹן תִּ֝בְנֶ֗ה חוֹמ֥וֹת יְרוּשָׁלָֽ͏ִם׃                       | Haz bien a Sion según tu beneplácito; edifica los muros de Jerusalén.                                                                           | ἀγάθυνον, Κύριε, ἐν τῇ εὐδοκίᾳ σου τὴν Σιών, καὶ οἰκοδομηθήτω τὰ τείχη ῾Ιερουσαλήμ·                                        |
| 19    | אָ֤ז תַּחְפֹּ֣ץ זִבְחֵי־צֶ֭דֶק עוֹלָ֣ה וְכָלִ֑יל אָ֤ז יַעֲל֖וּ עַל־מִזְבַּחֲךָ֣ פָרִֽים ׃            | Entonces te complacerán los sacrificios de justicia, los holocaustos y los sacrificios quemados; entonces ofrecerán novillos sobre tu altar.    | τότε εὐδοκήσεις θυσίαν δικαιοσύνης, ἀναφορὰν καὶ ὁλοκαυτώματα· τότε ἀνοίσουσιν ἐπὶ τὸ θυσιαστήριόν σου μόσχους.            |

#### Texto de la Vulgata
1. in finem psalmus David
2.cum venit ad eum Nathan propheta quando intravit ad Bethsabee
3.miserere mei Deus secundum magnam misericordiam tuam et secundum multitudinem miserationum tuarum dele iniquitatem meam
4.amplius lava me ab iniquitate mea et a peccato meo munda me
5.quoniam iniquitatem meam ego cognosco et peccatum meum contra me est semper
6.tibi soli peccavi et malum coram te feci ut justificeris in sermonibus tuis et vincas cum judicaris
7.ecce enim in iniquitatibus conceptus sum et in peccatis concepit me mater mea
8.ecce enim veritatem dilexisti incerta et occulta sapientiæ tuæ manifestasti mihi
9.asparges me hysopo et mundabor lavabis me et super nivem dealbabor
10.auditui meo dabis gaudium et lætitiam exultabunt ossa humiliata
11.averte faciem tuam a peccatis meis et omnes iniquitates meas dele
12.cor mundum crea in me Deus et spiritum rectum innova in visceribus meis
13.ne proicias me a facie tua et spiritum sanctum tuum ne auferas a me
14.redde mihi lætitiam salutaris tui et spiritu principali confirma me
15.docebo iniquos vias tuas et impii ad te convertentur
16.libera me de sanguinibus Deus Deus salutis meæ exultabit lingua mea justitiam tuam
17.Domine labia mea aperies et os meum adnuntiabit laudem tuam
18.quoniam si voluisses sacrificium dedissem utique holocaustis non delectaberis
19.sacrificium Deo spiritus contribulatus cor contritum et humiliatum Deus non spernet
20.benigne fac Domine in bona voluntate tua Sion et ædificentur muri Hierusalem
21.tunc acceptabis sacrificium justitiæ oblationes et holocausta tunc inponent super altare tuum vitulos

## Comentarios

### De la iglesia católica

#### A todo el salmo
El Salmo 51, también conocido como el *Miserere*, es una composición penitencial que se presenta como respuesta a la reprensión divina del Salmo 50, especialmente en relación con la acusación expresada en Sal 50,7. En este contexto, el contenido del Salmo 51 se entiende como un desarrollo coherente y una aplicación práctica de las enseñanzas de Sal 50, en particular de los versículos 8-13, donde se aclara que Dios no desea sacrificios vacíos, sino un corazón contrito, y del versículo 15, que invita al pecador a clamar a Dios en su tribulación.
La estructura del Salmo 51 puede dividirse en tres partes principales. La primera (vv. 3-11) se centra en la confesión del pecado y la súplica de purificación. El salmista reconoce su culpa, admite su condición pecadora desde el origen, y pide a Dios una limpieza ritual, expresada mediante imágenes como el hisopo y el lavado. La segunda parte (vv. 12-19) gira en torno a la gracia divina: se implora la creación de un corazón nuevo, la renovación espiritual, y se promete responder con alabanza, testimonio y una ofrenda que Dios realmente acepta, el espíritu humillado. La tercera sección (vv. 20-21) introduce una súplica por la restauración de Jerusalén, estableciendo una conexión entre la renovación personal y la colectiva.
El título del salmo lo vincula con el episodio bíblico en que el profeta Natán reprende al rey David por su pecado con Betsabé y el asesinato de Urías (2 Samuel 11–12). Esta referencia proporciona un marco histórico y moral que acentúa su carácter penitencial. En la tradición cristiana, el Salmo 51 se ha convertido en una oración fundamental para expresar el arrepentimiento, pedir el perdón de los pecados y buscar la renovación interior mediante la acción del Espíritu Santo. Su uso en contextos litúrgicos, especialmente durante la Cuaresma y en actos de confesión, subraya su relevancia teológica y pastoral.

#### A los versículos 1-14
El Salmo 51 presenta al salmista abrumado por el peso de su pecado, que se manifiesta incluso en su cuerpo mediante el sufrimiento físico (v. 10). No se defiende ni se declara inocente, sino que suplica ayuda apelando únicamente a la misericordia de Dios, y no a méritos propios. En los versículos 3 al 11, el pecado es el tema central, mencionado con términos como «pecado», «iniquidad» y «delito», hasta doce veces. No se enfoca en las consecuencias externas, como la enfermedad, sino en la gravedad de haber ofendido a Dios (v. 6). El salmista admite que ha sido pecador desde su concepción (v. 7), aludiendo a una condición humana inclinada al mal.
Reconoce que Dios le ha dado la sabiduría para ver y confesar su pecado, lo cual es lo que Dios desea (vv. 7-8). Esta sabiduría no es teórica, sino práctica: la capacidad de reconocer el pecado con verdad. A partir de Romanos 5,12, la Iglesia ha interpretado este versículo como una referencia al pecado original, entendiendo que la inclinación al pecado afecta a todos desde el nacimiento.

Siguiendo a S. Pablo, la Iglesia ha enseñado siempre que la inmensa miseria que oprime a los hombres y su inclinación al mal y a la muerte no son comprensibles sin su conexión con el pecado de Adán y con el hecho de que nos ha transmitido un pecado con que todos nacemos afectados y que es “muerte del alma”. 

En el Salmo 51, el salmista retoma la petición de purificación mediante el rito de la aspersión con hisopo, tal como se describe en los textos legales de Levítico 14,4-7 y Números 19,6.18. Esta aspersión, utilizada en los ritos de purificación de leprosos y de quienes habían contraído impureza ritual, simboliza aquí la necesidad de una limpieza espiritual profunda. El salmista no se conforma con la curación exterior, sino que ve en ella el signo de una renovación interior: la eliminación del pecado que lo aleja de Dios. 
En el versículo 12, la súplica da un paso decisivo al pedir a Dios un acto de creación: «Crea en mí, oh Dios, un corazón puro». No se trata solo de limpiar lo manchado, sino de generar algo nuevo en el interior del hombre. El verbo «crear» (ברא, *bara’* en hebreo) es el mismo que se utiliza en el relato de la creación del mundo (Gn 1), y expresa la necesidad de una intervención divina radical. El salmista desea un espíritu firme, capaz de mantenerse fiel.
En los versículos 13-14, se refuerza esta idea al pedir que no se le retire «el espíritu santo» de Dios, y que se le devuelva «la alegría de la salvación». El Espíritu y la salvación representan la vida misma de Dios, que el pecador desea recuperar para permanecer en comunión con Él. Esta renovación interior anticipa la promesa de la nueva Alianza anunciada por los profetas, en la que Dios daría un corazón nuevo y pondría su espíritu dentro del ser humano. Así, el salmo no solo expresa arrepentimiento personal, sino que se inscribe en la esperanza escatológica de una transformación total del corazón humano.

#### A los versículos 15-21
En la parte final del Salmo 51, las promesas del salmista surgen como respuesta al favor divino ya recibido. Dios le ha concedido lo que suplicó: comprensión de su voluntad (v. 15, en paralelo con v. 8), liberación de la enfermedad o de una amenaza mortal —posiblemente identificada como “la sangre” (v. 16), símbolo de muerte o violencia—, y la capacidad de alabarle abiertamente —“abre mis labios” (v. 17)—. Estas expresiones muestran que la restauración interior lleva a una transformación exterior: el pecador perdonado se convierte en testigo de la justicia de Dios. Además, en los versículos 18-19, el salmista se ofrece como sacrificio vivo a través de su espíritu contrito y humillado, lo que constituye la verdadera ofrenda agradable a Dios, superior a los sacrificios rituales.
La súplica final extiende la petición personal a toda la comunidad: ruega por la restauración de Jerusalén, lo que puede interpretarse en el contexto histórico de la destrucción de la ciudad por Nabucodonosor. El restablecimiento de los muros es signo del restablecimiento de la relación entre Dios y su pueblo. Solo entonces los sacrificios del templo serán verdaderamente gratos al Señor, del mismo modo que solo el hombre renovado interiormente puede agradar a Dios.
En la liturgia cristiana, este salmo ha sido adoptado como el principal texto penitencial bajo el nombre Miserere. Su uso constante en contextos de arrepentimiento refleja su profundidad teológica: reconoce la realidad del pecado original (v. 7), la necesidad de una intervención divina que cree un corazón nuevo, y la esperanza de una vida reconciliada. Esta dinámica se refleja en la enseñanza paulina sobre la nueva creación en Cristo, donde el perdón no es solo liberación del pecado, sino inicio de una existencia renovada en comunión con Dios.

El pecado está presente en la historia del hombre: sería vano intentar ignorarlo o dar a esta oscura realidad otros nombres. Para intentar comprender lo que es el pecado, es preciso en primer lugar reconocer el vínculo profundo del hombre con Dios, porque fuera de esta relación, el mal del pecado no es desenmascarado en su verdadera identidad de rechazo y oposición a Dios, aunque continúe pesando sobre la vida del hombre y sobre la historia.

Yo reconozco mi culpa, dice el salmista. Si yo la reconozco, dígnate Tú perdonarla. No tengamos en modo alguno la presunción de que vivimos rectamente y sin pecado. Lo que atestigua a favor de nuestra vida es el reconocimiento de nuestras culpas. (…) Pues yo reconozco mi culpa, tengo siempre presente mi pecado. El que así ora no atiende a los pecados ajenos, sino que se examina a sí mismo, y no de manera superficial, como quien palpa, sino profundizando en su interior. No se perdona a sí mismo, y por esto precisamente puede atreverse a pedir perdón. (…) Mi sacrificio es un espíritu quebrantado; un corazón quebrantado y humillado, Tú no lo desprecies. Éste es el sacrificio que has de ofrecer. No busques en el rebaño, no prepares navíos para navegar hasta las más lejanas tierras a buscar perfumes. Busca en tu corazón la ofrenda grata a Dios. El corazón es lo que hay que quebrantar. Y no temas perder el corazón al quebrantarlo, pues dice también el salmo: Oh Dios, crea en mi un corazón puro. Para que sea creado este corazón puro, hay que quebrantar antes el impuro. Sintamos disgusto de nosotros mismos cuando pecamos, ya que el pecado disgusta a Dios. Y, ya que no estamos libres de pecado, por lo menos asemejémonos a Dios en nuestro disgusto por lo que a Él le disgusta.

## Uso litúrgico
El versículo 3 del salmo se canta tradicionalmente cuando el sacerdote rocía agua bendita sobre la congregación antes de la misa, en un rito conocido como Asperges me, las dos primeras palabras del versículo en latín. Para ello, el sacerdote utiliza un aspergillum, sostenido en la mano derecha, mientras que un acólito sostiene un cubo, también llamado aspersorium o situla. 
En el Oficio Divino, se decía tradicionalmente en las Laudes de todas las ferias; la reforma de 1911 restringió este uso a las ferias de Adviento, Septuagésima y Cuaresma, así como a los domingos desde el Domingo de Septuagésima hasta el Domingo de Ramos inclusive y las témporas de Adviento, Cuaresma y septiembre. Se dice también como parte del ciclo semanal del miércoles en maitines. 
En la Liturgia de las Horas actual, se reza durante las Laudes (Oración de la Mañana) todos los viernes. Para facilitar la comprensión se le asigna a cada salmo un título en rojo (rúbrica) que no forma parte del salmo. El título del Salmo 51 es Misericordia, Dios mío.
Una sección del versículo 17 se utiliza a menudo como antífona de invitación de la Liturgia de las Horas y al iniciar el rezo del Santo Rosario.

## Indulgencia
En la Iglesia Católica hay una indulgencia de 3 años por cada recitación y una indulgencia plenaria si la oración se recita durante un mes. La indulgencia también puede gastarse en favor de las almas del Purgatorio.